# Campionato britannico di Formula 4
Il Campionato britannico di Formula 4 (nome completo ROKiT F4 British Championship)  è una serie di sport motoristici in monoposto con sede nel Regno Unito. Gestita secondo i regolamenti della FIA Formula 4 ed amministrata da Motorsport UK. Il campionato è pensato con un ingresso a basso costo alle corse automobilistiche rivolto ai giovani piloti che lasciano il karting.
Diversi piloti sono passati da questo campionato, Colton Herta e Devlin DeFrancesco attualmente piloti di IndyCar, Dan Ticktum che corre in Formula E, Lando Norris, Oscar Piastri e Logan Sargeant che partecipano al Campionato di Formula 1.

## Storia
Dalla prima stagione della serie (2015) al 2021 le vetture venivano costruite dal costruttore francese Mygale, mentre il motore veniva fornito dalla Ford. Il motore della casa statunitense era un Ford 1.6L EcoBoost con un massimo di 160 CV, lo stesso motore che veniva utilizzato nella Formula Ford. Il costo massimo della vettura, la Mygale M14-F4 più del motore è di 36.000 sterline. Come unico fornitore di pneumatici viene scelto Hankook.
Dal 2022 la serie cambia costruttore e motorista, viene scelta la Tatuus per il telaio della vettura e Abarth per il motore. Con questo cambiamento il campionato britannico utilizzerà la nuova Tatuus F4-T421, vettura che viene usata anche negli altri principali campionati di Formula 4 come la serie italiana o tedesca. Viene anche cambiato il fornitore di pneumatici, viene scelta la Pirelli.

### Tabella circuiti
| Circuito                   | Presenze | Stagioni di utilizzo |
| -------------------------- | -------- | -------------------- |
| Circuito di Brands Hatch   | 9        | 2015–presente        |
| Circuito di Donington Park | 9        | 2015–presente        |
| Circuito di Thruxton       | 9        | 2015–presente        |
| Circuito di Oulton Park    | 9        | 2015–presente        |
| Circuito di Croft          | 9        | 2015–presente        |
| Circuito di Snetterton     | 9        | 2015–presente        |
| Circuito di Knockhill      | 9        | 2015–presente        |
| Circuito di Rockingham     | 4        | 2015–2018            |
| Circuito di Silverstone    | 9        | 2015–presente        |
| Circuito di Zandvoort      | 1        | 2024–presente        |

## Albo d'oro
| Stagione | Pilota                     | Team                         | Rookie            |
| -------- | -------------------------- | ---------------------------- | ----------------- |
| 2015     | Lando Norris (Carlin)      | Carlin                       | Enaam Ahmed       |
| 2016     | Max Fewtrell (Carlin)      | Carlin                       | Alex Quinn        |
| 2017     | Jamie Caroline (Carlin)    | Carlin                       | Oscar Piastri     |
| 2018     | Kiern Jewiss (Double R)    | TRS Arden Junior Racing Team | Jack Doohan       |
| 2019     | Zane Maloney (Carlin)      | Double R Racing              | Zane Maloney      |
| 2020     | Luke Browning (Fortec)     | Carlin                       | Christian Mansell |
| 2021     | Matthew Rees (JHR)         | JHR Developments             | Matthew Rees      |
| 2022     | Alex Dunne (Hitech GP)     | Carlin                       | Ugo Ugochukwu     |
| 2023     | Louis Sharp (Rodin Carlin) | Rodin Carlin                 | Gustav Jonsson    |